# Effen brilvogel
De effen brilvogel (Zosterops hypolais) is een zangvogel uit de familie Zosteropidae (brilvogels).

## Verspreiding en leefgebied
Deze soort is endemisch op het eland Yap (Micronesia westelijk deel van de Grote Oceaan)

## Status
De grootte van de populatie is in 2020 geschat op 40.000-80.000 volwassen vogels. Op de Rode lijst van de IUCN heeft deze soort de status gevoelig.